# Grammostola mendozae
Grammostola mendozae là một loài nhện trong họ Theraphosidae.
Loài này thuộc chi Grammostola. Grammostola mendozae được Embrik Strand miêu tả năm 1907.